# Zadźwieja
Zadźwieja (biał. Задзвея, Zadzwieja; ros. Задвея, Zadwieja) – wieś na Białorusi, w rejonie baranowickim obwodu brzeskiego, około 27 km na północny wschód od Baranowicz. 

## Historia
Pierwsza wzmianka o Zadźwiei pochodzi z XV wieku. W XV i XVI wieku wieś należała do Gasztołdów i Radziwiłłów, później do Esmanów. Od XVIII należała do Mierzejewskich (według informacji ostatnich właścicieli). W 1844 roku jej właścicielem był Maciej Mierzejewski (kapitan szwoleżerów spod Somosierry), w 1872 roku wieś odziedziczył jego syn Leon, a w 1891 – bratanica Leona, Maria Mierzejewska, która – wychodząc za Ignacego Czeczotta – wniosła majątek w posagu do rodziny Czeczottów. Majątek ten pozostał w tej rodzinie do 1939 roku. Ostatnią właścicielką Zadźwiei była Florentyna z Czeczottów Regulska.
Przed rozbiorami Zadźwieja leżała w województwie nowogródzkim Rzeczypospolitej. Po II rozbiorze Polski znalazła się na terenie ujezdu nowogródzkiego, należącego do guberni słonimskiej (1796), litewskiej (1797–1801), a później grodzieńskiej i mińskiej Imperium Rosyjskiego. Po ustabilizowaniu się granicy polsko-radzieckiej w 1921 roku Zadźwieja wróciła do Polski, w 1926 roku należała gminy Wolna, w powiecie baranowickim województwa nowogródzkiego, w 1929 roku stała się częścią gminy Żuchowicze, należącej do powiatu stołpeckiego. Od 1945 roku wieś znajdowała się na terenie ZSRR, od 1991 roku – na terenie Republiki Białorusi.
W 1909 roku Zadźwieja liczyła 32 mieszkańców, jej ludność wzrosła do 961 w 1959 roku, obecnie liczy 141 mieszkańców (2009).

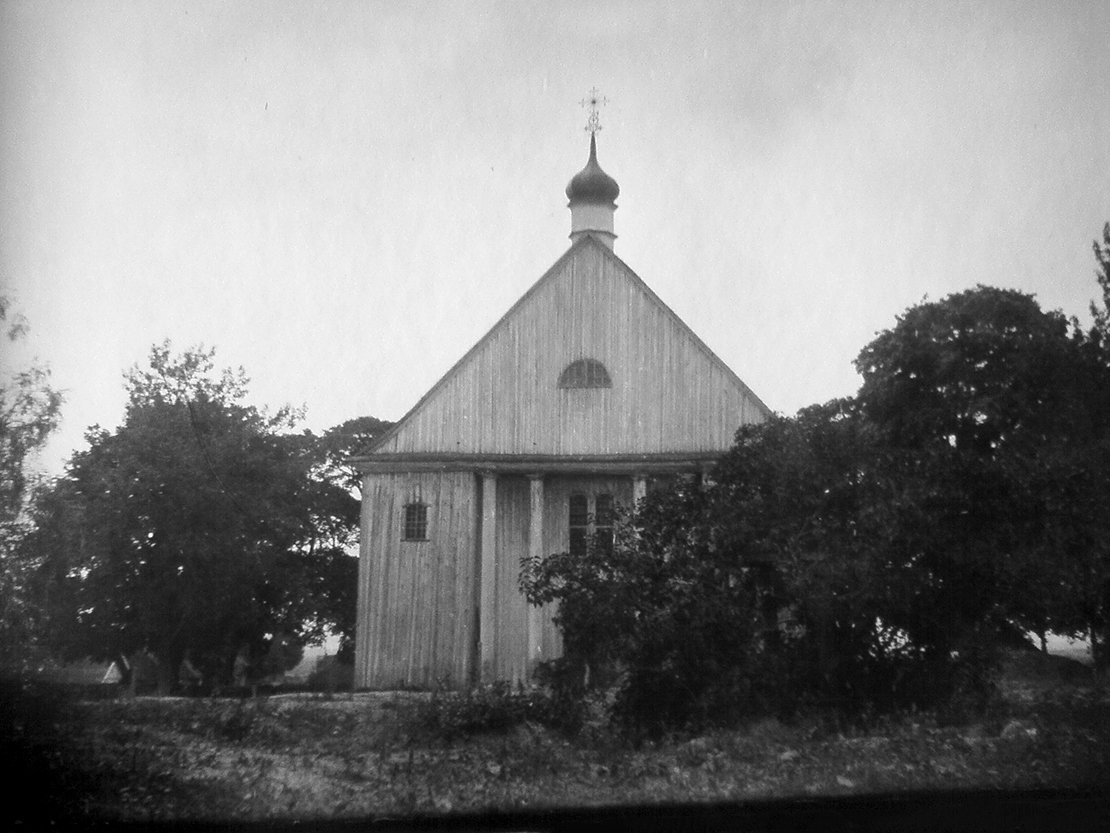
Kościół w Zadźwiei, około 1920

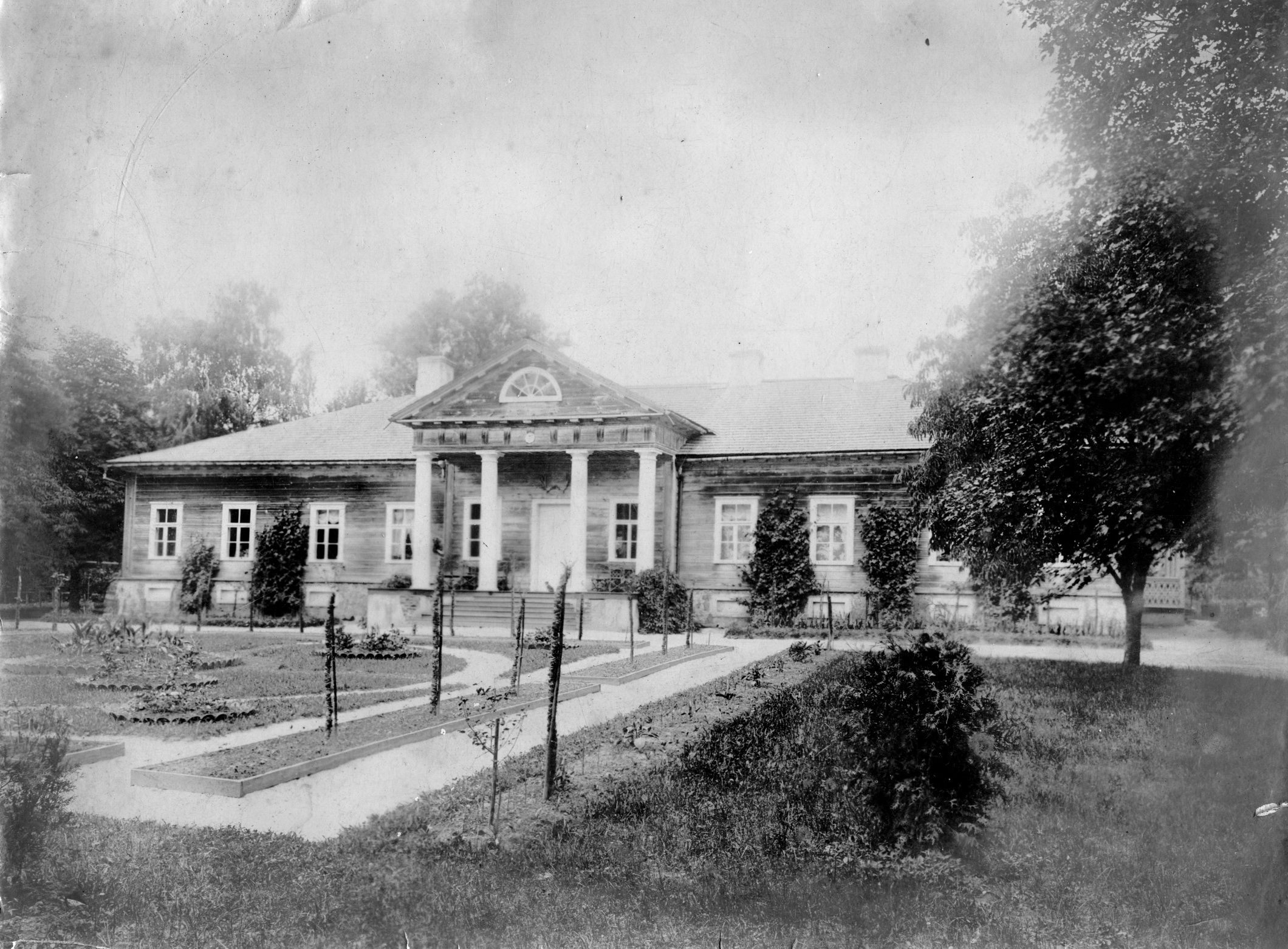
Dwór Czeczotów, przed 1939

## Dawny kościół
Kościół we wsi istniał od około 1610 roku, w 1866 roku był to kościół parafialny dekanatu stołowickiego.

## Dawny dwór
Już ponoć w pierwszej połowie XVIII wieku istniał tu drewniany dwór. Prawdopodobnie Maciej Mierzejewski rozbudował dwór, dobudowując od strony podjazdu ganek z czterema filarami, a od strony ogrodu w środkowej części murowaną ścianę w postaci pozornego ryzalitu, zdobioną czterema wydatnymi pilastrami i trójkątnymi naczółkami nadokiennymi. Obie strony dworu zostały zwieńczone attykami w stylu empirowym. Po modernizacji dwór miał postać jedenastoosiowego, w całości parterowego, na wysokiej podmurówce szerokiego prostokątnego budynku. Ściany drewniane nie były tynkowane, tylko filary ganku, wspierające belkowanie z fryzem tryglifowym i trójkątnym szczytem przebitym półokrągłym oknem, oraz ramy okienne, były lakierowane na biało. 
W początkach XX wieku dobudowano w środkowej, murowanej części strony ogrodowej dworu obszerny kamienny taras z balustradą. Dwór przykryty był dosyć wysokim czterospadowym dachem. Wnętrze charakteryzowało się prostotą, w trzech paradnych pokojach były posadzki parkietowe układane w duże kwadraty. Prócz dwóch murowanych kominków, w pokojach dworu znajdowały się piece z kolorowych kafli kolorowych. Salon umeblowany był ciężkimi meblami mahoniowymi w stylu empire.
Ogród przed i za dworem to przede wszystkim dwa gazony z krzewami oraz klombami kwiatów. Dom ze wszystkich stron otaczał park. Wśród starodrzewia wyróżniały się aleje: sędziwa aleja kasztanowa, aleja wysadzana brzozami oraz szpaler lipowy. W obrębie ogrodu stał również budynek przypominający pod względem architektonicznym kaplicę, lecz w rzeczywistości przeznaczony na lodownię. Pochodził z końca XVIII lub początków XIX wieku. Jego ruina zachowała się do dziś, podobnie jak ruina stajni i budynku gospodarczego.
We dworze przez pewien czas mieszkał Jan Czeczot, bywał tu gościem Adam Mickiewicz.
Dwór został zniszczony w czasie II wojny światowej.
Majątek w Zadźwiei jest opisany w 2. tomie Dziejów rezydencji na dawnych kresach Rzeczypospolitej Romana Aftanazego (jako Zadwieja).
Tuż obok stał również dwór Wendorfów.